# Joana Mamombe
Joana Ruvimbo Mamombe, née le 18 juin 1993 à Harare, est une femme politique zimbabwéenne, ancienne dirigeante étudiante et membre de la Coalition citoyenne pour le changement. Lors des élections générales zimbabwéennes de 2018, elle devient la plus jeune députée zimbabwéenne, représentant la circonscription de Harare Ouest''.

## Biographie

### Jeunesse et éducation
Joana Mamombe naît à Harare le 18 juin 1993. Elle fait ses études secondaires au lycée pour filles de Monte Cassino (en), où elle obtient son diplôme en 2011. Elle poursuite ensuite ses études à l'Université de technologie de Chinhoyi (en), où elle obtient une licence en biotechnologie. Durant ses études, elle occupe le poste de responsable des questions de genre au sein du Syndicat national des étudiants du Zimbabwe (ZINASU). Après avoir obtenu son diplôme de l'Université de technologie de Chinhoyi, elle poursuit ses études à l'Université de Bergen, en Norvège, où elle obtient un master en biologie moléculaire dans le cadre du programme "Étudiants à risque"'''.

### Carrière
Joana Mamombe se lance en politique après avoir terminé ses études en Norvège et être rentrée au Zimbabwe en 2018. La même année, elle est élue députée de Harare Ouest au profit du groupe de l'Alliance MDC. Après les élections du 30 juillet 2018, elle prête serment.

### Arrestation, allégations de trahison et enlèvement
Le 2 mars 2019, elle est arrêtée et accusée de trahison. Elle aurait tenté de renverser le gouvernement constitutionnel élu dirigé par le président Emmerson Mnangagwa, après avoir mené une manifestation le 14 janvier 2018''''.
Le 13 mai 2020, elle et deux autres femmes, les militantes du MDC Cecilia Chimbiri (en) et Netsai Marova (en), sont enlevées par des agresseurs masqués lors d'une manifestation à Harare contre l'incapacité du gouvernement à venir en aide aux plus démunis pendant la pandémie de COVID-19. Deux jours plus tard, les femmes sont retrouvées, gravement blessées et traumatisées, au bord de la route à une centaine de kilomètres de Harare. Elles déclarent avoir été torturées et agressées sexuellement à plusieurs reprises.
Depuis mai 2020, les trois femmes sont arrêtées et détenues à plusieurs reprises. Malgré ses 129 comparutions devant le tribunal en 12 derniers mois, sa libération sous caution est refusée à plusieurs reprises. Dans le cadre de leur libération sous caution, Jona Mamombe et Cecilia Chimbiri ne sont pas autorisées à s'adresser à un rassemblement de plus de 50 personnes ni à se livrer à une activité qui viole la réglementation Covid-19''.